# Un intrus dans ma maison
Un intrus dans ma maison (4Closed) est un téléfilm américain réalisé par Nick Lyon et diffusé le 30 août 2013 sur Lifetime Movie Network.

## Synopsis
C'est un film tiré d'une histoire vraie sur un couple qui après avoir cherché une maison pendant un long moment achète une maison saisie par la banque. Lorsqu'ils viennent s'installer un homme se faisant passer pour le propriétaire est là. Ils réussissent à le faire expulser et c'est là que leur cauchemar commence.

## Fiche technique
- Titre original : 4Closed
- Réalisation : Nick Lyon
- Scénario : Geoff Meed
- Photographie : Alexander Yellen
- Musique : Chris Ridenhour
- Langue originale : anglais
- Durée : 91 minutes
- Date de diffusion :
  -  France : 3 février 2014 sur TF1

## Distribution
- Marlee Matlin (VF : Marion Valantine) : Allison « Ally » Turner
- Jamie Kennedy (VF : Philippe Valmont) : Forrest Hayes
- James Denton (VF : Arnaud Arbessier) : Jake Turner
- Alex Frnka (VF : Barbara Probst) : Christine Turner
- Paul Sorvino : Bud
- Christina DeRosa : Randi Klein
- Sara Fletcher : Député Hendrix
- Madonna Magee : Lydia
- Nan McNamara : Trudy Sherman
- Arnell Powell : Bobby

- - Société de doublage : VSI Paris - Chinkel S.A
  - Direction artistique : Anne Giraud

Source : Carton de doublage du téléfilm

## Accueil
Le téléfilm a été vu par 1,173 million de téléspectateurs lors de sa première diffusion.